# メンタスコリン・フラズブロイト

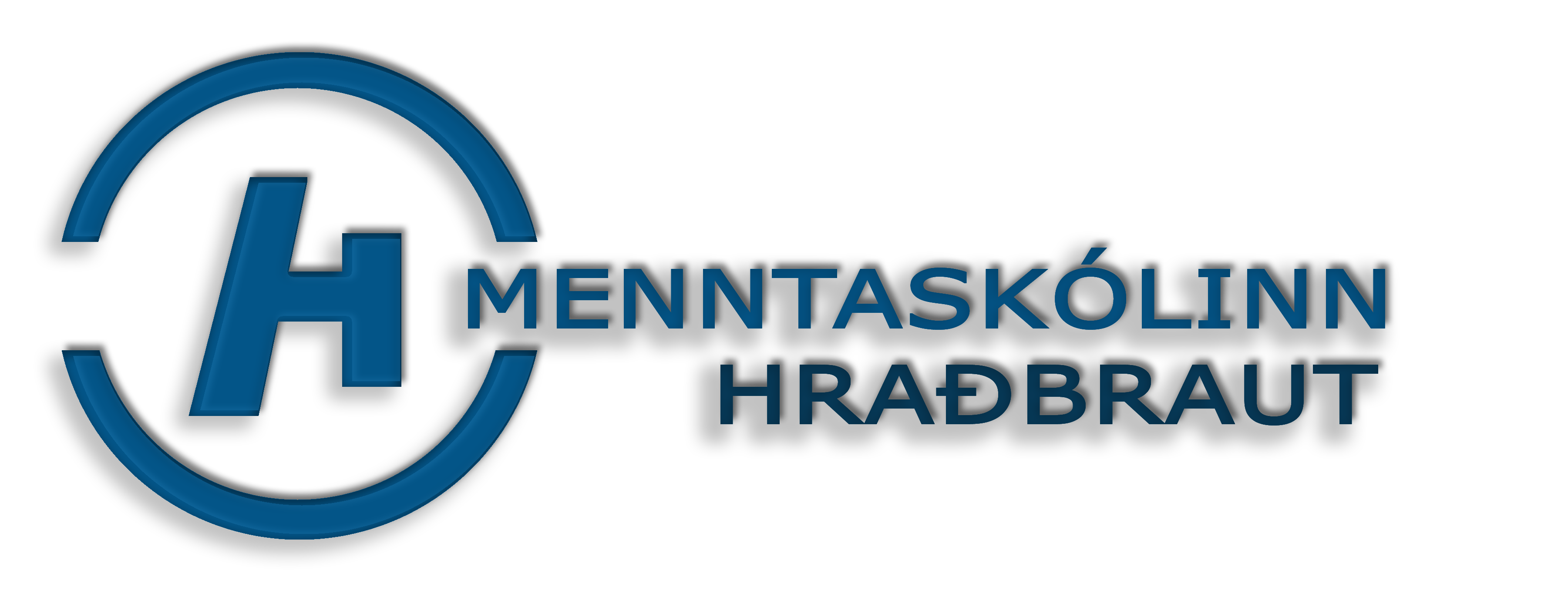
フラズブロイトのロゴ

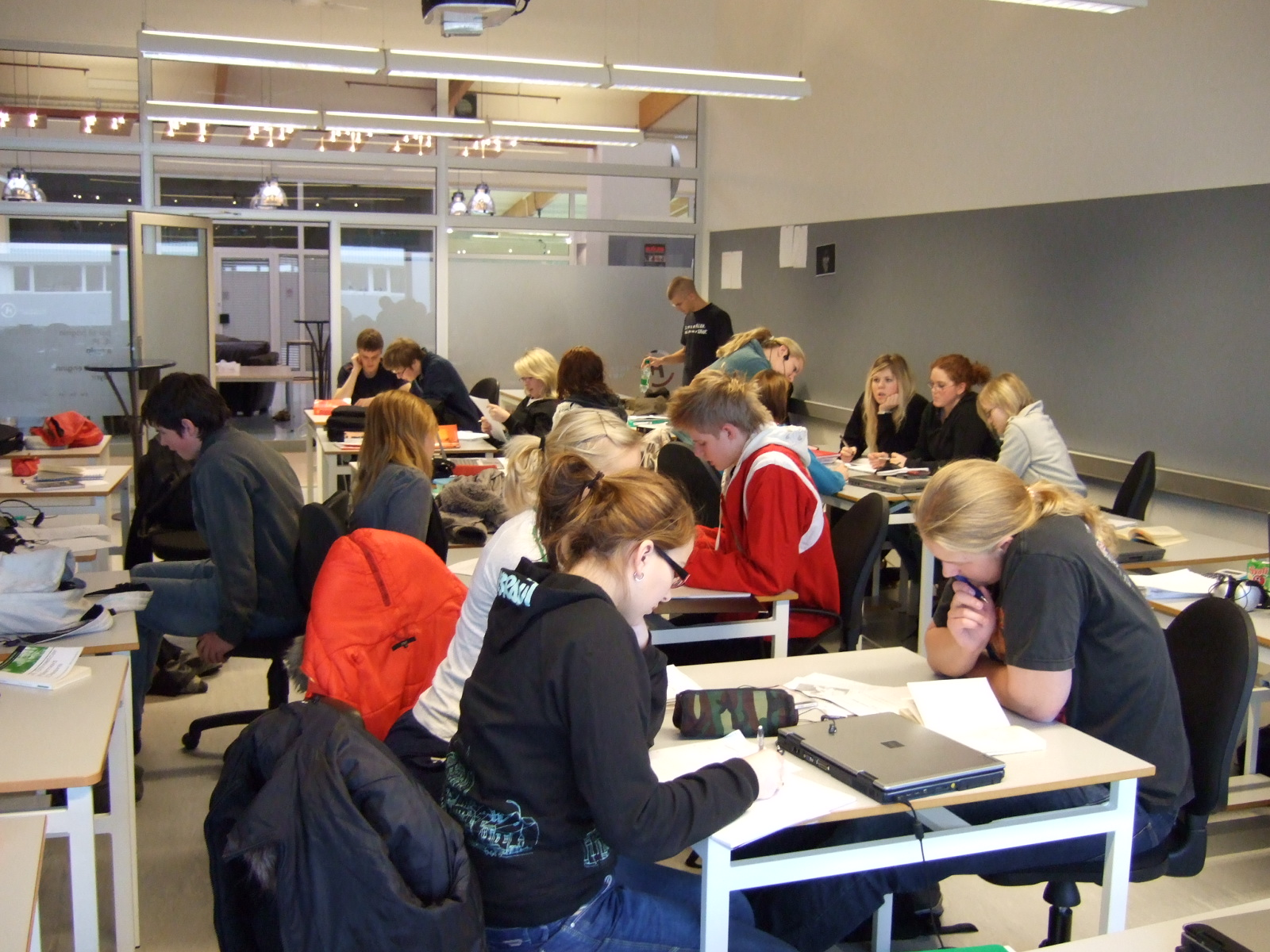
フラズブロイトの教室。

メンタスコリン・フラズブロイト (アイスランド語: Menntaskólinn Hraðbraut)は、2003年に開設されたアイスランドのギムナジウム(大学進学準備校)。略してフラズブロイト(Hraðbraut)とも呼ばれる。
アイスランドのギムナジウムは普通4年制であるが、フラズブロイトは2年間で大学受験資格 (Stúdentspróf) が得られるアイスランドで最初のギムナジウムである。